# 邹仪新
邹仪新（1911年—1997年），女，广东广州人，中国天文学家，中山大学教授，中国科学院紫金山天文台研究员，第二至五届全国政协委员。